# 永井準 (実業家)
永井 準（ながい じゅん、1915年（大正4年）1月5日 - 没年不詳）は、日本の実業家。米子今井書店元社長である。社団法人全国教科書供給協会 元理事副会長。
父は元鳥取県議会副議長永井貞録。境港市長を務めた安田貞栄の実兄。

## 経歴・人物

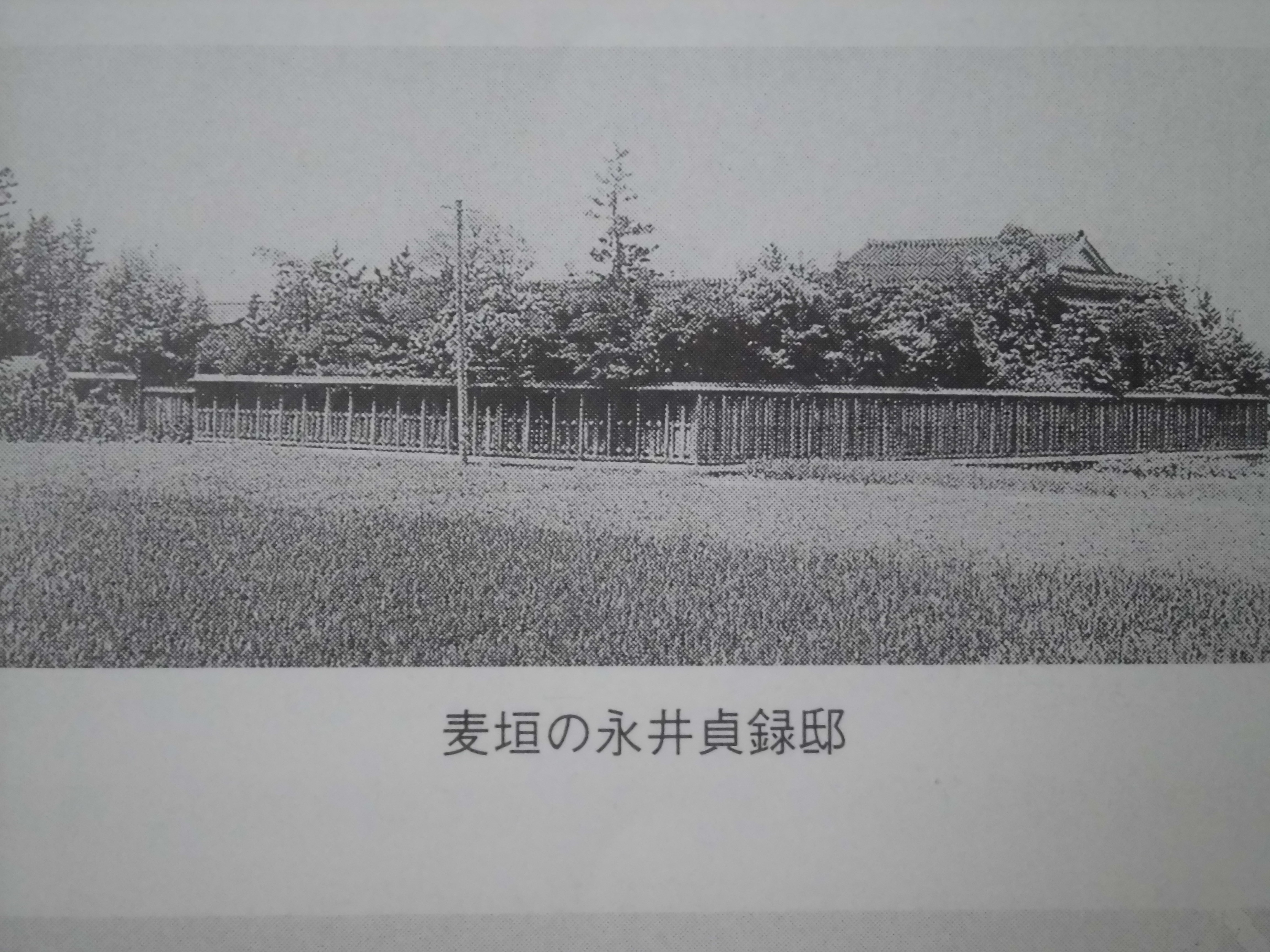

1915年、永井貞録の三男として鳥取県境港市にて生まれた。鳥取県立米子中学校（現・県立米子東高等学校）、旧制山口高等学校を経て、1941年に東京帝国大学法学部卒業。同年、兵役に就く（陸軍主計中尉）。
1947年に鳥取県教科図書販売社長、1952年に富士書店社、1954年に全国教科書供給協会理事副会長、1971年に鳥取県書店組合理事長、日書連理事を歴任し、同年鳥取県印刷工業組合理事・副理事長に就任した。

## 人物像
趣味として囲碁、謡曲、ゴルフ。宗教は曹洞宗。米子市尾高町に居を構えた。

## 栄典
勲四等瑞宝章を受章。

## 家族・親族
鳥取県境港市麦垣町、米子市尾高町に在住。
- 父・貞録(1887年（明治20年)9月 - 1942年（昭和17年）7月24日)は、政治家、実業家である。旧麦垣集落（現在の鳥取県境港市麦垣町）の大農家の生まれ[3]。1972年(昭和2年)鳥取県議会議員に当選、1934年（昭和9年）副議長となる[3]。県会4期目の在職中に死去[3]。
- 妻・今井兼文の長女[2]。
- 長男・永井伸和[1] - 実業家・今井書店元代表取締役会長。第57回菊池寛賞を受賞[4]。
- 次男[1]
- 長女[1]
- 次女[1]